# Mula (naziv)
Mula (perzijsko ملا) je naziv islamskih klerikov. Po navadi naj bi mule študirale Koran, islamske tradicije (hadith) in islamsko pravo (fiqh). Dostikrat so mule tudi hafizi - osebe, ki znajo Koran na pamet. V izjemnih primerih se lahko za mulo razglasi tudi osebo, ki ima veliko znanje o islamu, čeprav ni prejel formalnega šolanja.
Z razvojem se mule pridobili tudi večjo politično moč; ta se je pokazala leta 1979, ko so prevzeli oblast v Iranu ter pozneje v Afganistanu.